# Santiago Mangoni

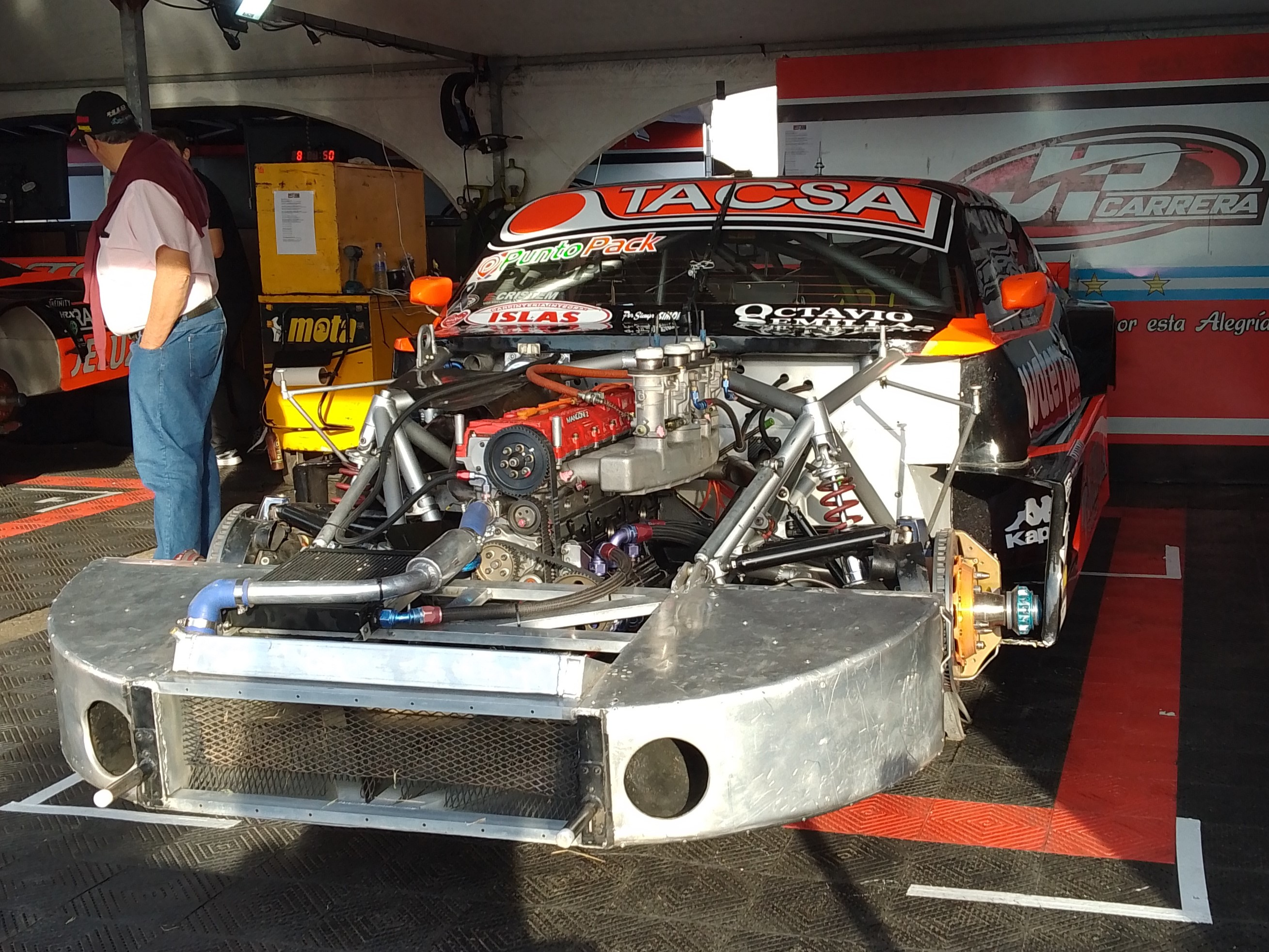
Chevrolet de Mangoni de 2023.

Santiago Andrés Mangoni (Balcarce, Provincia de Buenos Aires; 23 de mayo de 1989) es un piloto de automovilismo argentino. Iniciado en el ámbito del automovilismo zonal de su provincia, compitió en las categorías Monomarca 1100 del Atlántico y Turismo Special de la Costa, categoría en la que obtuviese el título en el año 2008. A partir del año 2009 comenzó a competir a nivel nacional, al debutar en la divisional TC Pista Mouras al comando de un Chevrolet Chevy. Con esta unidad participó en los años siguientes, ascendiendo y debutando luego en las divisionales TC Mouras (2010) y TC Pista (2011). En el año 2013 obtuvo el ascenso a la divisional Turismo Carretera, donde debutaría al año siguiente al comando de una unidad Torino Cherokee del equipo GF Team, pasando luego a competir a partir del año 2015 bajo el ala del Laboritto Jrs. Racing. En el año 2019, Mangoni vivió una jornada histórica durante la competencia corrida en 14 de abril de 2019 en el Autódromo Rosendo Hernández, al conquistar su primer triunfo en el Turismo Carretera. Este logro, además de convertirlo en el ganador número 216 del historial de pilotos ganadores del TC, lo convirtió también en el primer piloto en haber obtenido por lo menos una victoria en las cuatro divisionales de la Asociación Corredores de Turismo Carretera (ganó 2 veces en TC Pista Mouras, 1 vez en TC Mouras y 3 en TC Pista).

## Trayectoria
| Año  | Categoría                                        | Automóvil       |
| ---- | ------------------------------------------------ | --------------- |
| 2005 | Debut en Fórmula Renault Argentina               | Tito 02-Renault |
| 2005 | Monomarca 1100 del Atlántico, 3 carreras         | Fiat 128 IAVA   |
| 2006 | Monomarca 1100 del Atlántico                     | Fiat 128 IAVA   |
| 2007 | Debut en Turismo Special de la Costa, 2 carreras | Ford Falcon     |
| 2008 | Campeón de Turismo Special de la Costa           | Ford Falcon     |
| 2008 | Monomarca 1100 del Atlántico, 1 carrera          | Fiat 128 IAVA   |
| 2009 | Debut en TC Pista Mouras                         | Chevrolet Chevy |
| 2010 | Debut en TC Mouras                               | Chevrolet Chevy |
| 2011 | Debut en TC Pista                                | Chevrolet Chevy |
| 2012 | TC Pista                                         | Chevrolet Chevy |
| 2013 | TC Pista                                         | Chevrolet Chevy |
| 2013 | TC Mouras, invitado                              | Chevrolet Chevy |
| 2014 | Debut en Turismo Carretera                       | Torino Cherokee |
| 2015 | Turismo Carretera                                | Torino Cherokee |
| 2016 | Turismo Carretera                                | Torino Cherokee |
| 2017 | Turismo Carretera                                | Chevrolet Chevy |
| 2018 | Turismo Carretera                                | Chevrolet Chevy |
| 2019 | Turismo Carretera                                | Chevrolet Chevy |
| 2020 | Turismo Carretera                                | Chevrolet Chevy |
| 2021 | Turismo Carretera                                | Chevrolet Chevy |
| 2022 | Turismo Carretera                                | Chevrolet Chevy |
| 2023 | Turismo Carretera                                | Chevrolet Chevy |

### Resultados completos en TC Pista Mouras
| Temporadas                | Temporadas      | Fechas | Fechas | Fechas | Fechas | Fechas | Fechas | Fechas | Fechas | Fechas | Fechas | Fechas | Fechas | Fechas | Fechas | Posiciones finales |
| Equipos                   | Automóvil       | Fechas | Fechas | Fechas | Fechas | Fechas | Fechas | Fechas | Fechas | Fechas | Fechas | Fechas | Fechas | Fechas | Fechas | Posiciones finales |
| ------------------------- | --------------- | ------ | ------ | ------ | ------ | ------ | ------ | ------ | ------ | ------ | ------ | ------ | ------ | ------ | ------ | ------------------ |
| 2009                      | 2009            | 01     | 02     | 03     | 04     | 05     | 06     | 07     | 08     | 09     | 10     | 11     | 12     | 13     | 14     | 4º (117.50 puntos) |
| Sauro-Sánchez Competición | Chevrolet Chevy |        |        |        |        | 5º     | 2º     | 6º     | 2º     | 1º     | 13     | 23     | 1º     | 2º     | Ex.    | 4º (117.50 puntos) |

### Resultados completos en TC Mouras
| Temporadas | Temporadas      | Fechas | Fechas | Fechas | Fechas | Fechas | Fechas | Fechas | Fechas | Fechas | Fechas | Fechas | Fechas | Fechas | Fechas | Posiciones finales |
| Equipos    | Automóvil       | Fechas | Fechas | Fechas | Fechas | Fechas | Fechas | Fechas | Fechas | Fechas | Fechas | Fechas | Fechas | Fechas | Fechas | Posiciones finales |
| ---------- | --------------- | ------ | ------ | ------ | ------ | ------ | ------ | ------ | ------ | ------ | ------ | ------ | ------ | ------ | ------ | ------------------ |
| 2010       | 2010            | 01     | 02     | 03     | 04     | 05     | 06     | 07     | 08     | 09     | 10     | 11     | 12     | 13     | 14     | 3º (188.00 puntos) |
| AA Racing  | Chevrolet Chevy | 25     | 2º     | 2º     | 5º     | 12     | NL     | 10     | 5º     | 18     | 13     | 5º     | 4º     | 1º     | 6º     | 3º (188.00 puntos) |

- [7]

## Palmarés
| Título  | Categoría                   | Automóvil   | Año  |
| ------- | --------------------------- | ----------- | ---- |
| Campeón | Turismo Special de la Costa | Ford Falcon | 2008 |